# Жермондан
Жермондан (фр. Germondans) насеље је и општина у источној Француској у региону Франш-Конте, у департману Ду која припада префектури Безансон.
По подацима из 2011. године у општини је живело 62 становника, а густина насељености је износила 17,61 становника/km². Општина се простире на површини од 3,52 km². Налази се на средњој надморској висини од 265 метара (максималној 282 m, а минималној 227 m).

## Демографија
| 1962. | 1968. | 1975. | 1982. | 1990. | 1999. | 2011. |
| ----- | ----- | ----- | ----- | ----- | ----- | ----- |
| 36    | 55    | 49    | 57    | 64    | 63    | 62    |

График промене броја становника у току последњих година